# Nils Kreuger
Nils Edvard Kreuger (eller Kreüger), född 11 oktober 1858 i Kalmar, död 11 maj 1930 i Högalids församling i Stockholm, var en svensk målare. Namnet uttalas "Kröger".

## Familj
Nils Kreuger var son till Johan August Kreuger (1821–1887) och Christina Elisabet Lidman (1831–1878). Johan August Kreuger bedrev trävaruhandel i Kalmar. Nils Kreuger var kusin med Ernst August Kreuger (1852–1946), som var far till Ivar Kreuger.

## Studier
Från 1874 studerande på Konstakademin i Stockholm, där han blev bekant med Richard Bergh och Karl Nordström. Kreuger tvingades av sjukdom överge studierna, men innan han 1881 begav sig till Paris studerade han från 1878 vid Edvard Perséus målarskola i Stockholm. Under studier för Jean-Paul Laurens utförde han med påverkan från franskt friluftsmåleri stadsbilder och landskap från Paris och dess omgivningar i ett sensibelt valörmåleri, gärna i gryning eller skymning, i dis, regn eller snö. Kreuger gjorde sin debut vid Parissalongen 1882 och vistades flitigt vid konstnärskolonin Grez-sur-Loing. Figurmotiven i dessa målningar från Kreugers franska tid bildar en föreningslänk med hans senare verk. År 1885 var Kreuger aktiv under organiseringen av Opponenterna, och de följande åren arbetade han för grundandet av Konstnärsförbundet.

## Varbergsskolan
Likt en majoritet av Konstnärsförbundets medlemmar övergav han det franska 1880-talets friluftsmåleri för den symboliska nationalromantiken som rådde under 1890-talet. År 1887 återvände han till hemlandet och bosatte sig i Varberg, där han från 1893 målade tillsammans med Richard Bergh och Karl Nordström och grundande Varbergsskolan. Som motiv valde Kreuger Varbergs gränder och trädgårdar och framför allt landskapet utanför staden, ofta med betande boskap. Under påverkan av Paul Gauguins syntetism medverkade Varbergsskolan till skapande av den nationalromantiska stilen.

## Influerad av van Gogh
Även Kreugers intryck ifrån van Goghs teckningar på Den frie udstilling i Köpenhamn 1893 spelade en roll i denna utveckling, ett slags syntetiserande stämningsmåleri. Kreugers temperament syftade emellertid inte till en starkare uttrycksfullhet. Han var inte någon själsfrände med van Gogh, det var mer dennes uttryckssätt han influerades av. Redan tidigare hade penseldragen många gånger haft en tendens till självständigt framträdande, men det var troligen av van Goghs teckningar som han fick uppslaget till sin egenartade teknik med prickar och små streck i tusch, vilka artikulerar terrängformerna och fördjupar känsloinnehållet:
| ”           | Genom att med tusch strecka och pricka sina målningar förtydligar han tingens volymer och – sinnrikare – olika skeenden i luften kring tingen: skiftande vindar, temperatur, fuktigheter etc”. Kreugers prickar som ”en uppsättning abstrakta tecken för känslor. | „ |
| – Ulf Linde | |   |

Senare, efter 1907, bytte han ut tuschstrecken mot färgfläckar, avsatta med kraftiga penseldrag, varigenom tavlans yta får en mosaikartad sammansättning. I båda fallen skapar denna teknik ett nät, som i sin enhet håller samman motivets skiftande former. Uttrycksfullheten i van Goghs fladdrande och brinnande linjer har Nils Kreuger inte alls eller i mycket liten grad velat övertaga. Detaljstrecken har för honom huvudsakligen formell och dekorativ betydelse. En viss uttrycksfullhet samlar sig i stället mången gång i de större linjerna och sammanhangen, i höjdernas silhuetter, molnens spridning och vägarnas böjning, såsom i Nationalmuseums vackra triptyk "Vår i Halland" (1894). Ofta fylls hans vida utsikter från Halland och Öland av vilande kor ("Kor vid havet", 1901, Nationalmuseum) eller hästar i mer eller mindre livlig rörelse ("Hästar söka svalka", 1902, Thielska galleriet). Den fina detaljtekniken kommer bäst till sin rätt i de små pannåerna, i de större kompositionerna får rörelsen i bergsformationer och djurflockar inte sällan stor betydelse ("En flock hästar drar förbi", motiv från Öland, 1912). Alldeles särskilt gäller detta de i monumentalt format utförda kompositionerna såsom "Ölandsmotiv", väggmålningar i Engelbrektsskolan, Stockholm.
År 1896 bosatte sig Kreuger för gott i Stockholm men tillbringade somrarna på Öland, där kor och hästar på Alvaret eller vid de långgrunda stränderna blev hans huvudmotiv. Efter sekelskiftet målade han i en ljusare färgskala under inflytande från neoimpressionismen. Kreuger utförde också monumentalmålningar och illustrationer samt förlagor till inläggningsarbeten till möbler. 
Kreugers konst finns att beskåda på Nationalmuseum, Prins Eugens Waldemarsudde, Kalmar konstmuseum, Kalmar läns museum, Thielska galleriet, Mölndals stadsmuseum, Norrköpings konstmuseum, Göteborgs konstmuseum, Moderna museet, Nasjonalmuseet, Ateneum och Statens Museum for Kunst.
Nils Kreugers karikatyrer, bland vilka de "historiska baksidorna" av furstar och regenter vunnit en viss berömmelse, får finnas fyndiga men utan att äga någon större betydelse. Mer än konstnärens övriga verk visar de emellertid hans sinne för det karakteristiska. 
Nils Kreuger är begravd på Södra kyrkogården i Kalmar.

## Målningar

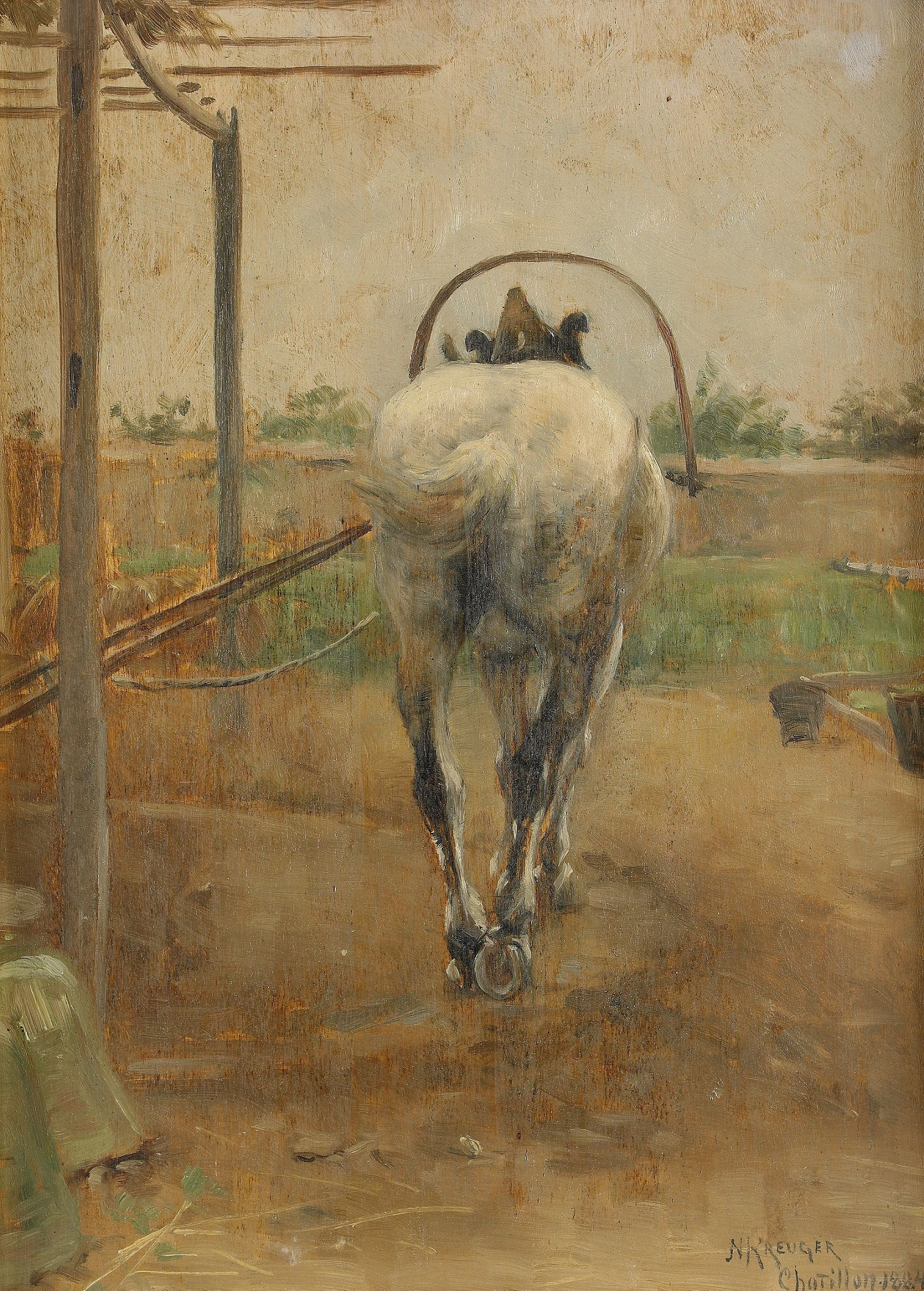
Labor (1884)
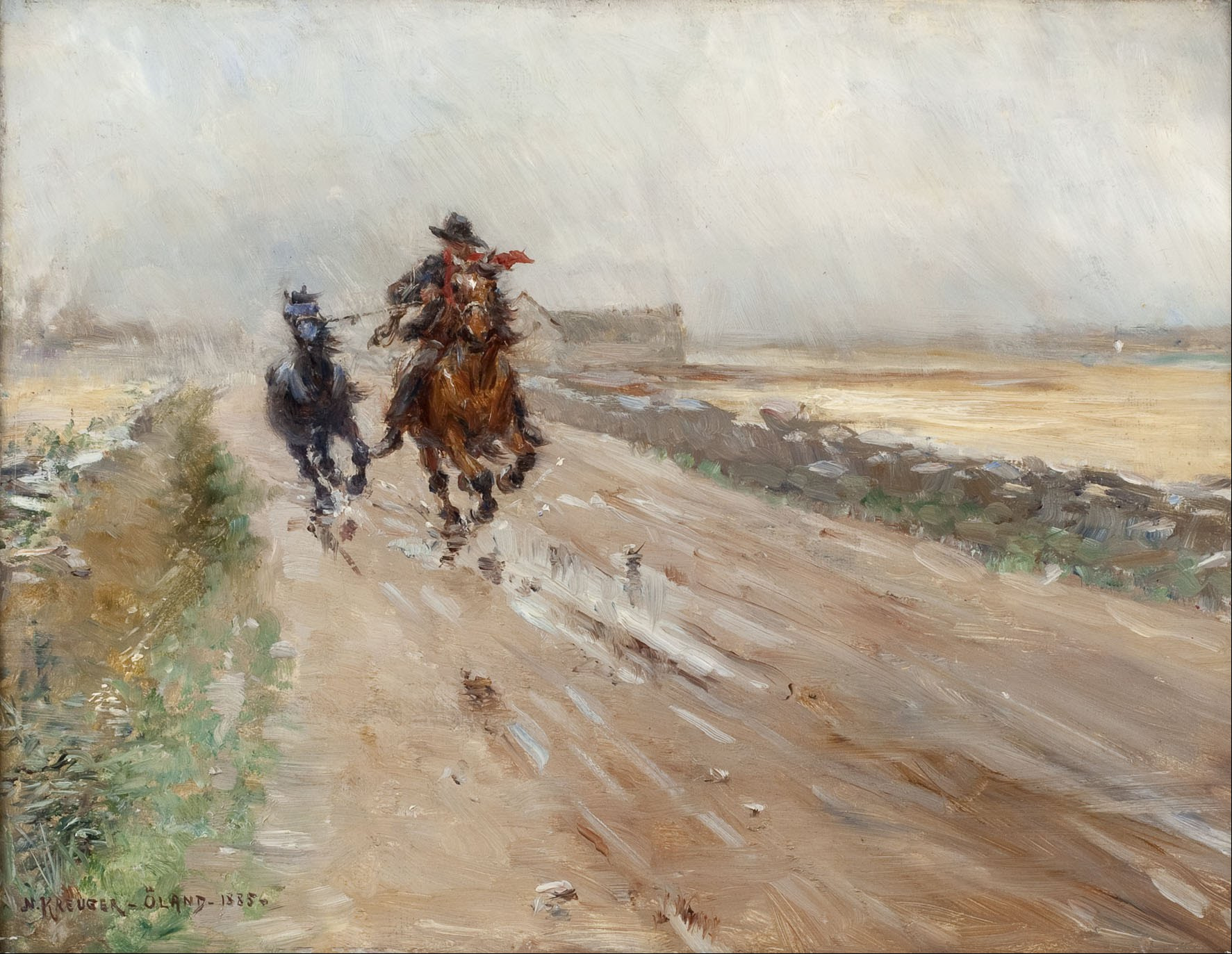
Tattare på Öland (1885), Malmö konstmuseum.
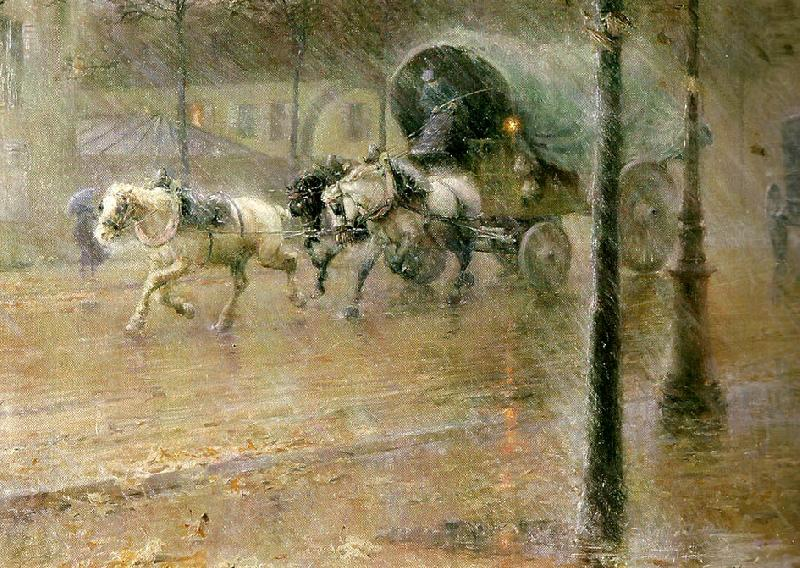
I regnet, Paris (1886)
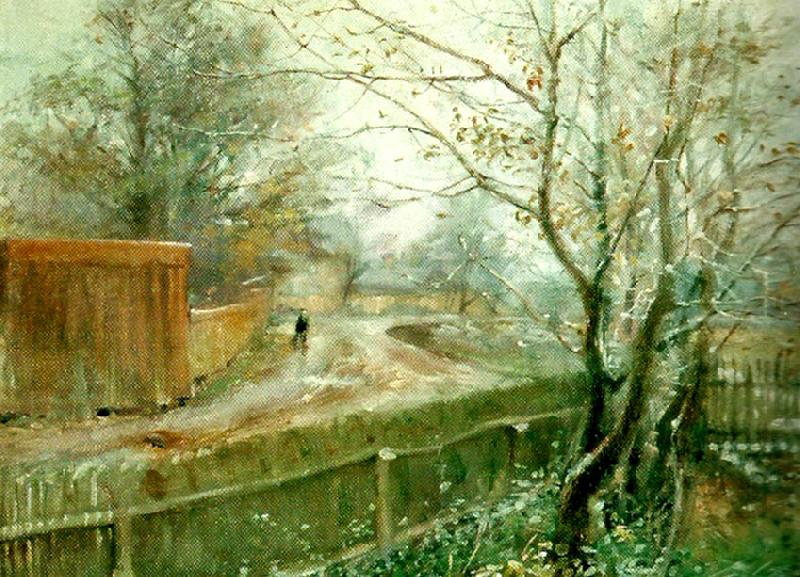
Höst, Varberg (1888)
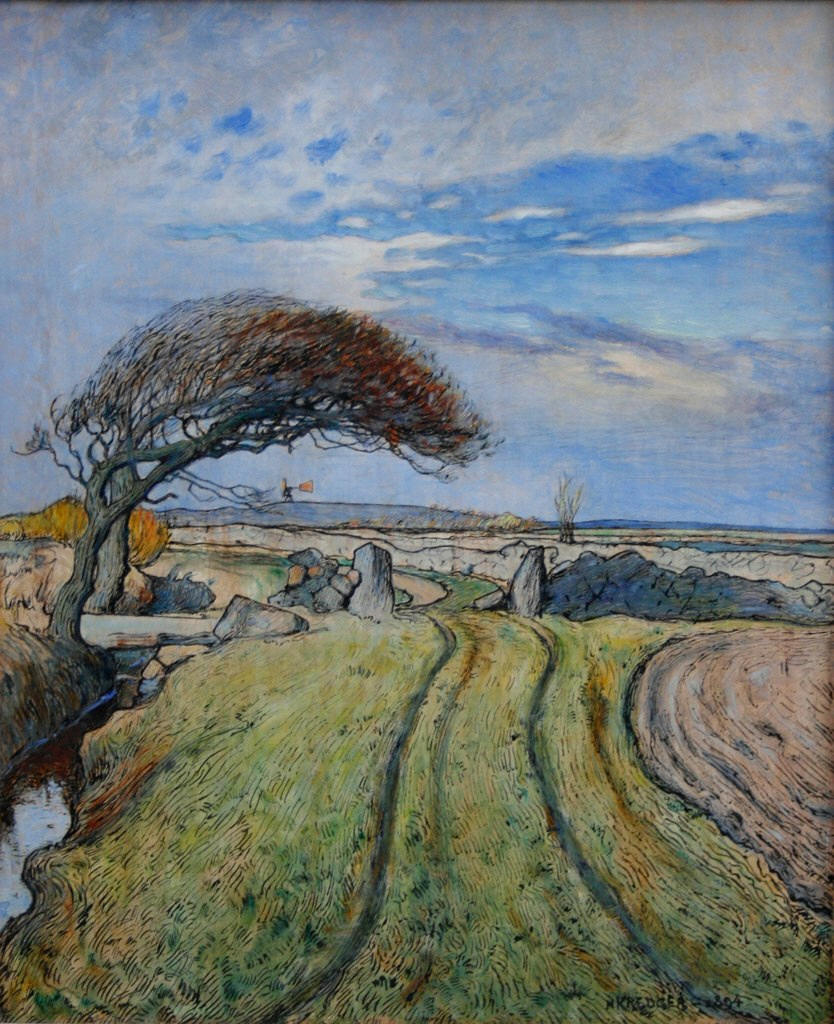
Vår i Holland (1890)
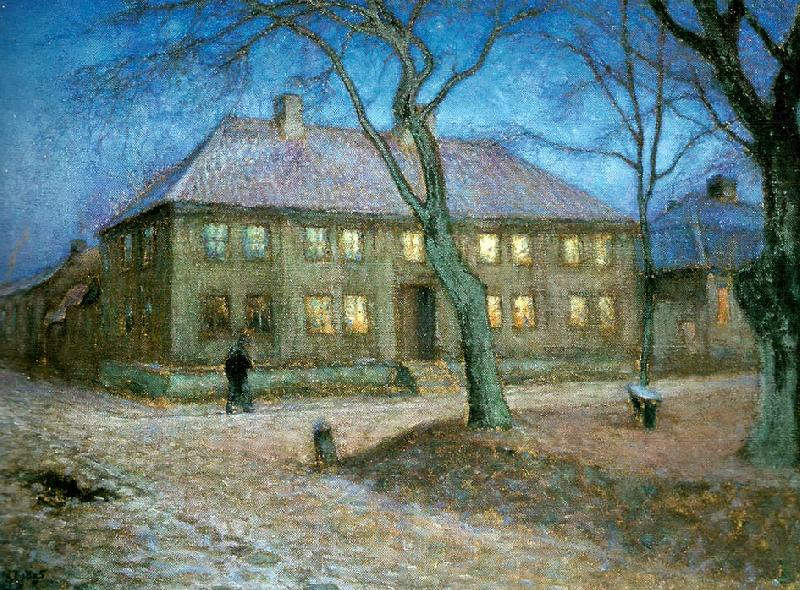
Den gamla skolhuset (1895)
Marsafton (1900)
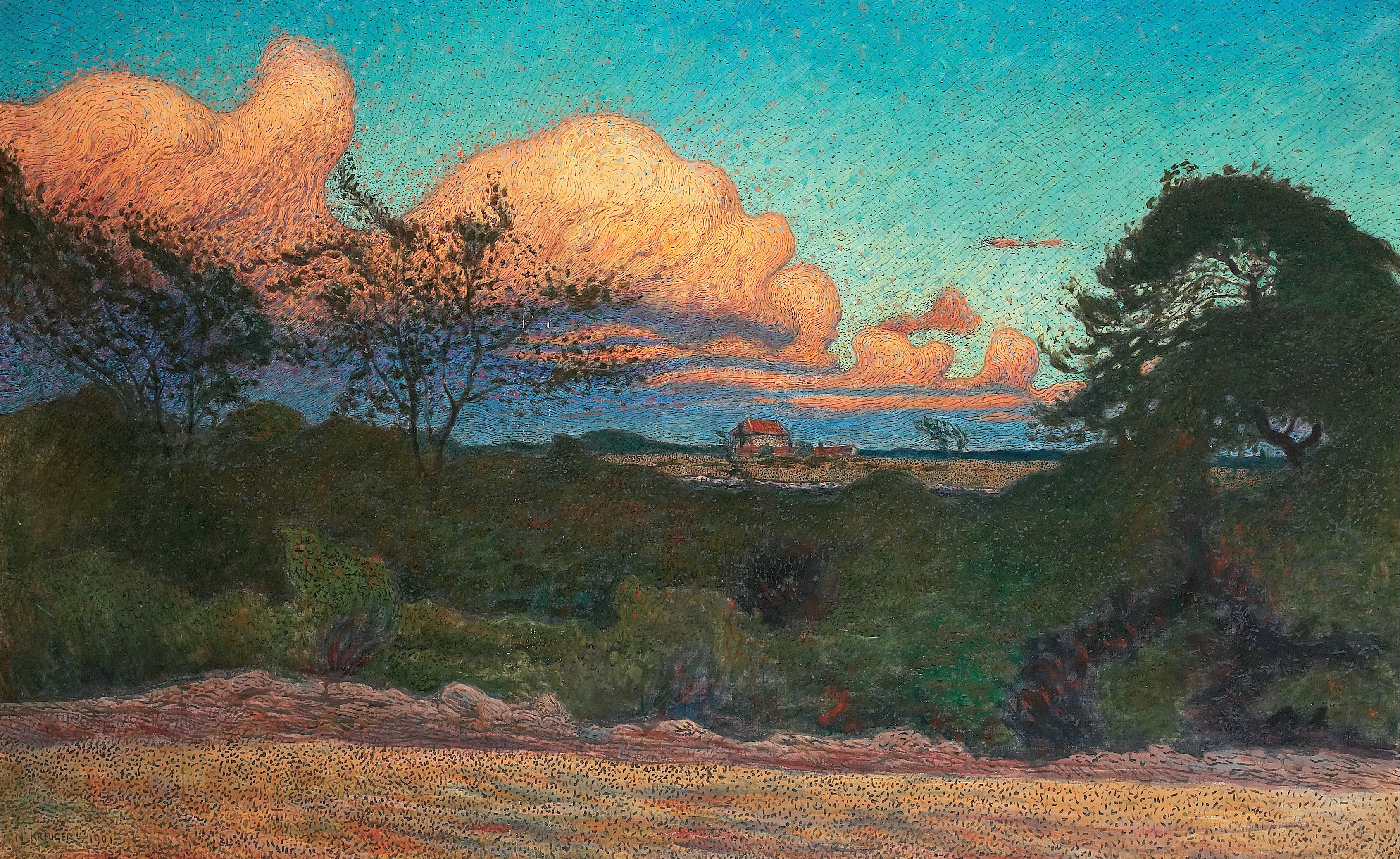
Tågande skyar (1901)
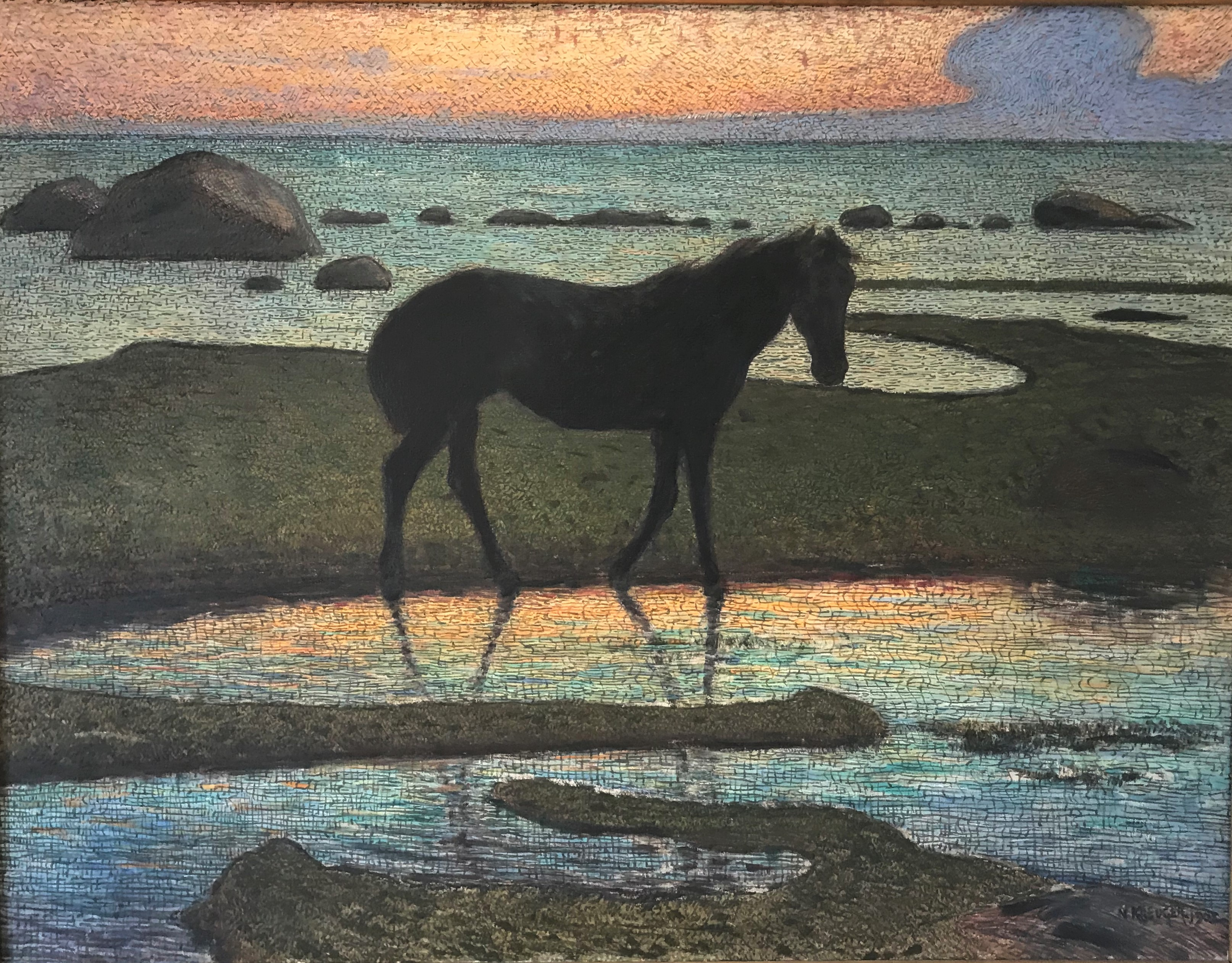
Häst vid strand (Sommarnatt) (1902)
Hästar söker svalka (1902)
Natten kommer (1904)
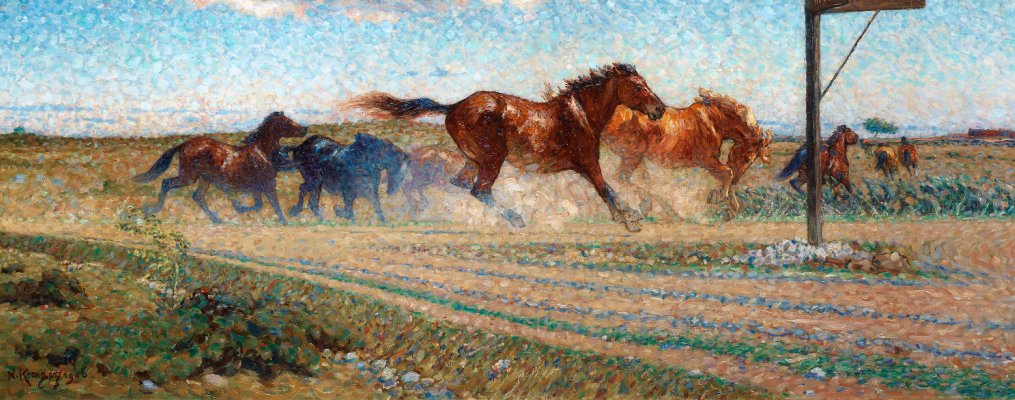
Hästar i det fria (1906)
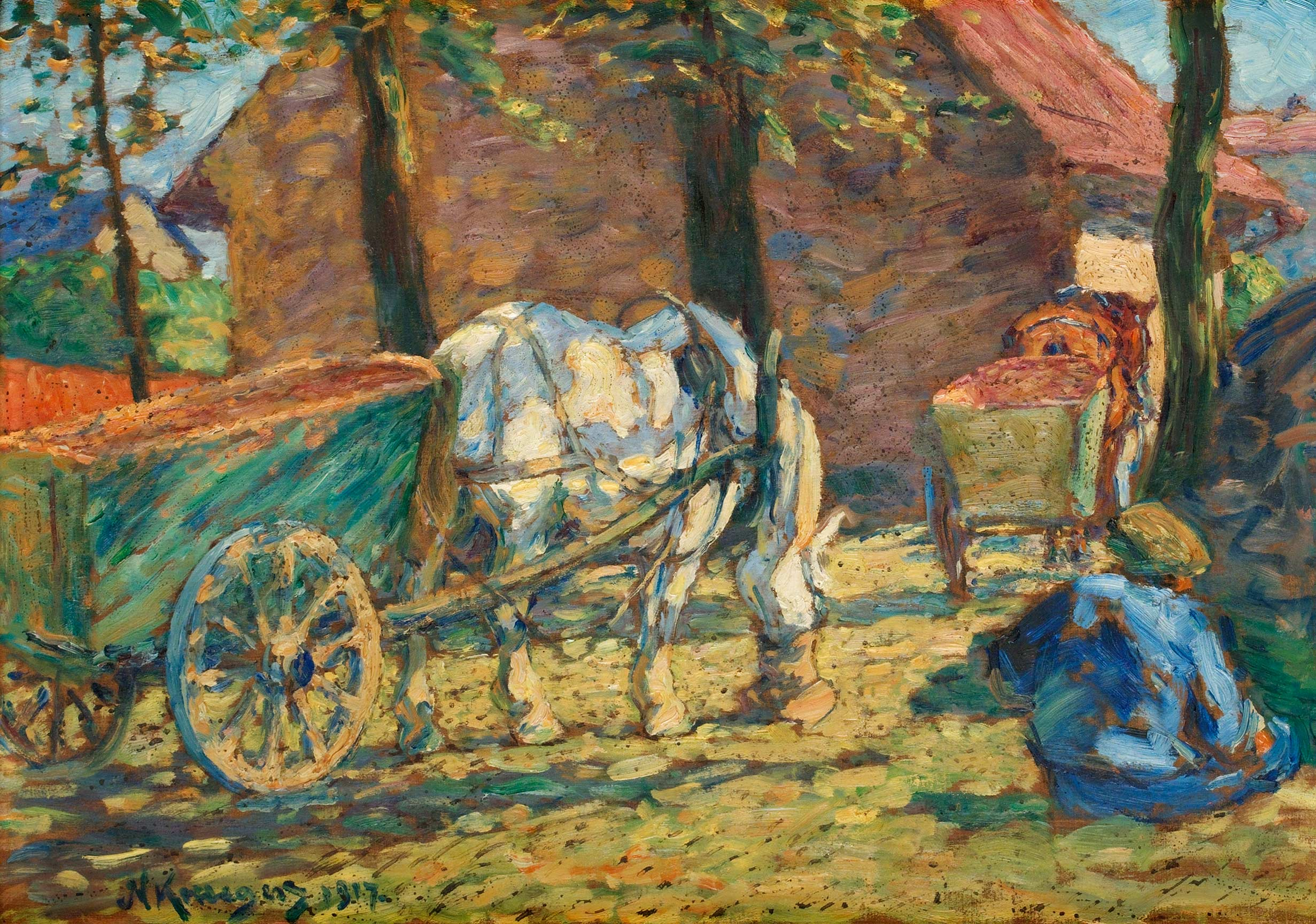
Middagsrast (1917)